# Nomada komarowi
Nomada komarowi là một loài Hymenoptera trong họ Apidae. Loài này được Radoszkowski mô tả khoa học năm 1893.